# Bank of the West Classic 2002
Il Bank of the West Classic 2002 è stato un torneo di tennis giocato sul cemento. È la 32ª edizione del Bank of the West Classic, che fa parte della categoria Tier II  nell'ambito del WTA Tour 2002. Si è giocato al Taube Tennis Center di Stanford in California dal 22 al 28 luglio 2002.

## Campionesse

### Singolare
Venus Williams ha battuto in finale  Kim Clijsters con il punteggio di 6–3, 6–3.

### Doppio
Lisa Raymond /  Rennae Stubbs hanno battuto in finale  Janette Husárová /  Conchita Martínez con il punteggio di 6–1, 6–1.